# Johan Maurits Mohr

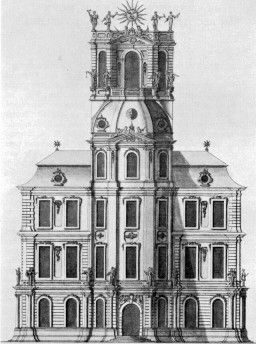
L'osservatorio di Mohr a Batavia

Johan Maurits Mohr (Eppingen, circa 18 agosto 1716 – Giacarta, 25 ottobre 1775) è stato un pastore protestante e astronomo tedesco naturalizzato olandese.

## Biografia
Mohr nacque nel 1716 a Eppingen, in Germania. Studiò teologia all'Università di Groninga dal 1733 al 1736. Nel 1737 si stabilì a Batavia, l'odierna Giacarta, allora capitale delle Indie olandesi e nel 1739 sposò Johanna Cornelia van der Sluys.
Nel 1743 Mohr fu nominato rettore del nuovo Seminario Teologico di Batavia. Durante questo periodo pubblicò varie opere di teologia, comprese le traduzioni della Bibbia in portoghese e in malese.
Nel 1752 si sposò con Anna Elisabeth van 't Hoff, dopo la morte nel settembre del 1750 della prima moglie.
Fino alla fine degli anni cinquanta del Settecento non si hanno indizi dell'interesse di Mohr per l'astronomia. Tutto cambiò con il transito di Venere del 6 giugno 1761 alla cui osservazione da Batavia collaborò. Dopo la morte del suocero Jan van 't Hoff nell'aprile 1763, con una parte dell'eredità nel 1765 costruì un elegante edificio alto ottanta piedi alla cui sommità si trovava un osservatorio dotato dei migliori strumenti astronomici dell'epoca. Questo osservatorio fu visitato e apprezzato da Louis Antoine de Bougainville e da James Cook.
Da questa postazione Mohr osservò il successivo transito di Venere del 3 giugno 1769 e quello di Mercurio del 10 novembre 1769.
Oltre alle osservazioni astronomiche, Mohr effettuò anche rilevazioni e misurazioni della declinazione magnetica di Batavia, osservazioni meteorologiche e il suo libro descriveva l'eruzione vulcanica e il conseguente collasso del monte Papandayan, alto quasi tremila metri, avvenuta nel 1773.

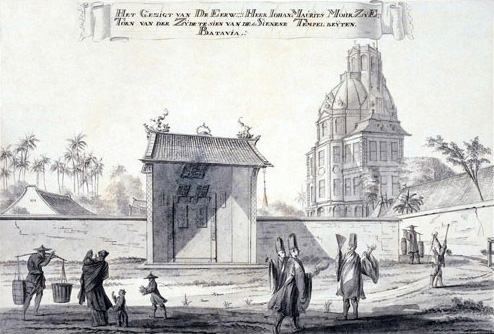
L'osservatorio di Mohr visto dal tempio cinese di Batavia

Mohr morì nell'ottobre del 1775. Dopo la sua morte l'osservatorio fu danneggiato da un terremoto nel 1780 e lasciato cadere in rovina: quel che rimaneva fu demolito nel 1812.

## Riconoscimenti
A Mohr è stato dedicato l'asteroide 5494 Johanmohr.